# Trichopteryx cotangens
Trichopteryx cotangens là một loài bướm đêm trong họ Geometridae.